# Nokia Lumia 520
Il Nokia Lumia 520 (IPA: [nɑkiə.lʊmɪɑ.faiv.twentɪ]) è uno smartphone prodotto da Nokia che fa parte della serie Lumia.
Il 27 novembre 2013, il Nokia Lumia 525, il successore del Lumia 520, è stato annunciato a Singapore. Aumenta la RAM a 1GB per consentire tutte le funzionalità di Windows Phone e applicazioni per eseguire.

## Informazioni generali
Lo smartphone Nokia Lumia 520 è stato presentato al Mobile World Congress 2013 assieme al Nokia Lumia 720, come successore del Nokia Lumia 510.
È attualmente lo smartphone più economico della famiglia Lumia con Windows Phone 8 ed è disponibile in giallo, rosso, ciano, bianco e nero.
Il Nokia Lumia 520, l'ultimo arrivato della gamma Nokia con Windows Phone 8, offre un'ampia selezione di innovazioni di alta gamma presenti sui modelli Nokia Lumia 1020 e Nokia Lumia 925, ma ad un prezzo contenuto. Molto simile al fratello maggiore Lumia 620, il Lumia 520 ha una batteria di poco più performante (1430 mAh rimovibile). Varie le caratteristiche che lo rendono uno dei migliori smartphone nel suo segmento.
La famiglia di smartphone Nokia Lumia permette di visualizzare, modificare, creare e condividere i documenti di Microsoft Office. Sono disponibili gratuitamente e già preinstallati sul Lumia 520 i programmi Word, Excel, PowerPoint. Presente inoltre uno dei migliori client email per smartphone, i calendari condivisi con Microsoft for Exchange e OneNote per gestire al meglio gli appunti.
Grazie a Windows Phone 8 è possibile personalizzare al massimo il Nokia Lumia 520, organizzando le applicazioni da avere nella schermata iniziale grazie alle Live Tiles, con cui è possibile ricevere informazioni in tempo reale dalle applicazioni installate.
Presenti inoltre filtri digitali: Smart Shoot è la funzionalità che permette di fare più scatti con un solo clic e di modificare le immagini per avere la foto perfetta. La modalità Panorama permette invece di scattare foto in modalità panoramica, particolarmente utile per i paesaggi.
Il display del Lumia 520 è di tipo super sensibile ed è utilizzabile anche con i guanti.

## Caratteristiche e applicazioni
- Super Sensitive Touch per utilizzare lo smartphone Nokia Lumia 520 anche con guanti e con unghie.
- Cover colorate intercambiabili.
- Fotocamera posteriore di 5 megapixel con autofocus e lenti digitali di Nokia per donare effetti particolari alle foto.
- Ampio display da 4 pollici.

Numerose sono le applicazioni sviluppate da Nokia:
- HERE Maps sviluppata da Nokia che permette l'utilizzo delle mappe nazionali anche in modalità offline e ti aiuta a scegliere facilmente il miglior percorso per raggiungere la tua destinazione, suggerendoti anche in che modo arrivarci, se a piedi, in auto o con un mezzo pubblico attraverso HERE Drive o HERE Transport.
- Nokia Cinemagraph che aggiunge movimenti alle immagini statiche.
- Nokia Musica con Mix Radio che permette di ascoltare e scaricare gratuitamente oltre 150 mix playlist già disponibili oppure di crearne di personalizzate.
- Smart Shoot, che consente di creare la foto di gruppo perfetta, catturando immagini multiple e selezionando le migliori espressioni del viso.
- PhotoBeamer con cui è possibile far diventare il proprio Lumia un proiettore portatile.[4]
- Nokia Place Tag per far diventare le proprie immagini delle cartoline elettroniche con informazioni quali meteo, luogo, etc.
- Creazione Suoneria per personalizzare la suoneria del proprio smartphone.[5]

## La variante T-Mobile: Nokia Lumia 521
Al Mobile World Congress 2013 Nokia e T-Mobile svelano il Nokia Lumia 521, variante del Lumia 520 che differisce da quest'ultimo soltanto per le dimensioni leggermente maggiori; il nuovo terminale viene commercializzato a partire dalla prima metà dello stesso anno.
Problemi segnalati sono riavvii o blocchi casuali.